# Clossiana thalis
Clossiana thalis är en fjärilsart som beskrevs av Jacob Hübner 1790. Clossiana thalis ingår i släktet Clossiana och familjen praktfjärilar. Inga underarter finns listade i Catalogue of Life.